# Acusação constitucional no Chile
A acusação constitucional é um processo constitucional, de natureza jurídico-política, contemplado pelo ordenamento jurídico chileno, e seguido perante o Congresso Nacional, para efetivar a responsabilidade de altos funcionários públicos. O procedimento é dirigido contra as autoridades indicadas taxativamente na Constituição, por terem incorrido em alguma infração constitucional, por ela predeterminada, que justifique a sua destituição ou inabilitação para o exercício de cargo ou outra função pública.
O recurso foi regulamentado pela Constituição Política de 1828, de 1833, de 1925 e de 1980. As duas casas do Congresso participam do procedimento, com a Câmara dos Deputados atuando como acusadora e o Senado como júri.
Em três ocasiões foram apresentadas acusações constitucionais contra um Presidente da República durante o exercício de seu mandato, a primeira contra Carlos Ibáñez del Campo em 1956 — que foi rejeitada pela Câmara dos Deputados—, a segunda contra Sebastián Piñera em 2019, em que a Câmara dos Deputados aprovou uma questão prévia, sendo considerada definitivamente como não apresentada, e a terceira novamente contra Piñera em 2021, que foi inicialmente admitida na Câmara dos Deputados mas rejeitada no Senado.